# Paco Llorente
Francisco „Paco“ Llorente Gento (* 21. Mai 1965 in Valladolid) ist ein ehemaliger spanischer Fußballspieler.

## Karriere

### Im Verein
Paco Llorente spielte bereits in der Jugend für Real Madrid, den langjährigen Verein seines berühmten Onkels. Er begann seine Karriere jedoch 1985 in der Reserveauswahl des Stadtrivalen Atlético Madrid in der Segunda División. Obwohl er mit Atlético Madrileño am Saisonende abstieg, hatte er sich durch seine Leistungen für einen Platz im Profiteam empfohlen, so dass er am vorletzten Spieltag der Saison 1985/86 sein Debüt in der Primera División gab und anschließend an der Copa de la Liga 1986 teilnahm. In der Saison 1986/87 feierte er mit 26 Erstligaeinsätzen seinen Durchbruch.
Zur Saison 1987/88 kehrte Llorente zu Real Madrid zurück. Beim spanischen Rekordmeister kam er bei Mitspielern wie Míchel, Hugo Sánchez und Emilio Butragueño jedoch oftmals nur als Einwechselspieler zum Einsatz. Nachdem er auf diese Weise zwischen 1987 und 1990 immerhin 70 Ligaspiele bestritten und u. a. dreimal die spanische Meisterschaft gewonnen hatte, wurde er unter dem neuen Trainer John Toshack bereits in der Saison 1989/90 kaum noch berücksichtigt. Dieser negative Trend hielt auch unter Toshacks Nachfolgern Alfredo Di Stéfano, Radomir Antić, Leo Beenhakker oder Benito Floro an. Zwischen 1990 und 1994 bestritt Llorente lediglich 36 Ligapartien.
Zur Saison 1994/95 verließ Llorente daher die Hauptstadt und wechselte zum Erstligaaufsteiger SD Compostela. Auch bei seinem neuen Verein kam Llorente aber vornehmlich als Einwechselspieler zum Einsatz. Nachdem er mit dem Verein dreimal in Folge den Klassenerhalt hatte sichern können, erfolgte in der Spielzeit 1997/98 der Abstieg in die Segunda División: In den Relegationsspielen gegen den FC Villarreal zog man aufgrund der Auswärtstorregel den Kürzeren. Daraufhin beendete Llorente mit 32 Jahren seine Karriere.

### In der Nationalmannschaft
Llorente bestritt fünf Länderspiele für die spanische U-21-Auswahl und gewann 1986 mit dieser die U-21-Europameisterschaft. Am 18. November 1987 debütierte er im EM-Qualifikationsspiel gegen Albanien in der Nationalmannschaft Spaniens und erzielte dabei ein Tor. Es blieb sein einziger Einsatz im Nationaltrikot.

## Erfolge
- Spanischer Meister: 1987/88, 1988/89, 1989/90
- Spanischer Pokalsieger: 1988/89, 1992/93
- Spanischer Supercupsieger: 1985, 1988, 1989, 1990, 1993
- U-21-Europameister: 1986

## Privates
Paco Llorente ist der Neffe von Francisco Gento, der mit Real Madrid sechsmal den Europapokal der Landesmeister gewann. Er ist mit María Angela, der ältesten Tochter des ehemaligen Real-Madrid-Spielers Ramón Grosso, verheiratet. Der gemeinsame Sohn, Marcos Llorente, spielte ebenfalls für Real Madrid.